# Euronext Paris
Euronext Paris — рынок ценных бумаг во Франции, раньше известный как Парижская биржа, которая в 2000 году объединилась с Амстердамской и Брюссельской биржами, образовав Euronext, которая на данный момент является второй по величине биржей в Европе после Лондонской фондовой биржи.